# ويلهلم رونج
ويلهلم رونج (بالألمانية: Wilhelm Runge)‏ (و. 1895 – 1987 م) هو فيزيائي، ومخترع، ومهندس ألماني، ولد في هانوفر، توفي في أولم، عن عمر يناهز 92 عاماً.

## التعليم
تعلم في جامعة دارمشتات للتكنولوجيا
.

## روابط خارجية
- ويلهلم رونج على موقع مونزينجر (الألمانية)